# Final Fantasy II
Final Fantasy II (フ ァ イ ナ ル フ ァ ン タ ジ ー II Fainaru Fantajī) és un videojoc. És la segona entrega de la saga de videojocs Final Fantasy, de l'empresa Squaresoft, ara coneguda com a Square - Enix. Cal no confondre-ho amb Final Fantasy IV, que als Estats Units va aparèixer com Final Fantasy II perquè era el segon Final Fantasy que es publicava allà.

## Desenvolupament
El 1988 Squaresoft, decideix repetir portats pels grans èxits que van aconseguir amb la primera part, i va publicar la segona edició de la saga de RPG Final Fantasy, que només va estar disponible per a la consola Famicom, versió japonesa de la NES.
Aquest nou lliurament portava novetats passades per alt anteriorment, ara els personatges ja tenen predestinat seu ofici, però aquest cartutx de 2 MB portava la possibilitat de guardar fins a 4 partides diferents (al Final Fantasy I només podíem guardar una) i una manera per memoritzar paraules clau d'una conversa i poder utilitzar-les.

## Història
La història tracta sobre les aventures de quatre joves del regne de Fynn anomenats Firion, Maria, Guy i Lleó. Els seus pares són assassinats durant la invasió de l'exèrcit de l'Emperador de Palamecia, que ha invocat monstres de l'infern en la seva recerca per dominar el món. Fugint dels monstres de l'emperador, els quatre són atacats i donats per morts. Firion, Maria i Guy són rescatats per la Princesa Hilda de Fynn i les seves ferides curades per la seva Mag Minu. Ella ha establert una base rebel a la propera ciutat de Altaira, denominats Rosa Salvatge. Ansiós per demostrar el seu valor per al moviment de resistència, els tres joves restants emprenen una sèrie de missions contra Palamecia i uneixen forces amb una varietat d'aliats no només per derrotar l'Emperador, també per localitzar el germà desaparegut de Maria, Lleó.
Després de ser rebutjats per Hilda de formar part dels rebels, Firion, Maria i Guy van a Fyn per tractar de trobar a Lleó. No obstant això es troben amb el Príncep Scott de Kasuan, amagat en una habitació secreta al Pub de la ciutat, aquest està en els últims moments de la seva vida, però encara és capaç de dir-li al grup que la derrota de Fynn va ser a causa de la traïció del comte Borghen. També li comenta al grup sobre el seu germà Gordon, dient-los que ell sap que Gordon té una gran força. Scott dona a Firion seu anell i li diu que sempre estimarà a Hilda, amb el seu últim alè diu aquestes paraules i mor. El grup torna a Altaira li donen l'anell a Hilda, ella ho reconeix com l'anell de Scott i li demana a Firion que el guardi, dient-li que és l'anell d'un home valent. Hilda reconeix el valor del grup per tornar de Fyn pel que els permet formar part dels rebels. Reconeixent la seva força, Hilda li demana al grup anar a Salmandia per buscar Mitrilo, ja que Josef, un membre de la rebel·lió que va ser enviat a buscar-lo, no ha tornat i Hilda no ha sentit res d'ell des que se'n va anar a Salmandia. Minu també s'uneix al grup per a aquesta missió.
El grup troba a Josef, però ell no està disposat a donar informació, ja que l'imperi de Palamecia ha segrestat a Nelly, la filla de Josef, i Borghen ha amenaçat de matar-la si ajuda a la resistència. El grup arriba a la Cascada Semit on alliberen Nelly i els altres habitants de Salmandia de l'Imperi. Després de derrotar un dels sergents Imperials, prenen el Mitrilo i fan el seu camí de tornada a Altaira.
Després fabricar armes i equip amb Mitrilo per a la Resistència, el grup és enviat a Bafek, on L'Imperi de Palamecia han esclavitzat als habitants i els fa construir un dirigible de gran poder conegut com El Cuirassat. És construït sota l'atenta mirada del Cavaller Fosc de l'Imperi, però ara ha estat retirat després de la pèrdua del Mitrilo i ha estat substituït pel desventurat Borghen, retardant la finalització. Això li dona a la resistència l'oportunitat perfecta per destruir el Cuirassat abans que s'acabi. No obstant això, just abans d'arribar a l'aeronau per les Clavegueres de Bafek, el grup es troba amb El Cavaller Fosc, que en realitat no ha deixat Bafek després de tot, apareix i desapareix amb el Cuirassat abans que el grup arribi. El Cuirassat ataca les ciutats de Poft, Palum, Gatrea i Altaira, però, miraculosament, la base en Altaira està il·lesa. Un pla és dut a terme per utilitzar el Piroluz del regne de Kasuan però per entrar, necessiten ja sigui la Campana Divina o la veu d'un Kasuanes. Josef ajuda al grup a entrar a La Cova de Neu i el grup recupera la campana que es troba al seu interior. A la sortida, Borghen ataca al grup, i encara que és derrotat, fa que una roca es desprengui per a aixafar el grup. Josef frena la roca per permetre al grup escapar, però és aixafat per la roca, morint a l'acte.
Dolguts, però enèrgics per la determinació de venjar a Josef, el grup es dirigeix cap al regne de Kasuan per recuperar el Piroluz. El grup utilitza la Campana Divina per entrar, on es reuneixen amb Gordon, que els ajuda a localitzar la Torxa Egil, l'únic recipient que pot portar el Piroluz. El grup derrota a una Ànima Vermella i recuperen la torxa i el Piroluz. En sortir, són testimonis de com el Vaixell Volador de Cid és segrestat pel Cuirassat i que després s'atura a l'extrem nord de Fynn per reposar els seus subministraments de combustible. El grup arriba allà, allibera Cid (ja Hilda, que estava a bord en el Vaixell Volador de Cid), i llancen el Piroluz en el motor del Cuirassat, destruint d'una vegada per totes.
El grup torna triomfalment a Altaira, només per saber que el rei està a punt de morir. Amb el seu últim alè, forma un trident d'atac contra l'Imperi, en un intent de recuperar Fynn. En el seu pla, envia a Minu a Mysidia per recuperar la màgia suprema de Artema, Gordon pren el comandament de l'exèrcit rebel per atacar directament Fynn, i el grup de Firion es dirigeix a la regne de Deist per demanar l'ajuda dels Dragos i els draconarius. Amb l'ajuda de Leila, una capitana pirata, el grup arriba Deist però descobreixen que només un únic Drago segueix viu. No obstant això, la bèstia s'està morint, enverinada per l'imperi, dona al grup l'últim ou de dragó, que el grup porta a la Caverna de Deist perquè s'incubi i s'acceleri el seu procés de creixement.
El grup torna a Altaira amb les mans buides i per la seva sorpresa la Hilda que van rescatar al Cuirassat no és realment Hilda, sinó una Reina Lamia a la qual derroten. Aviat s'assabenten que se celebra un torneig en el Coliseu de Palamecia, lliurant a Hilda com a premi. El grup, amb ajuda de Gordon, arriben al Coliseu i derroten a un Béjimo, guanyant a Hilda com a premi. No obstant això, L'emperador de Palamecia, que els estava supervisant personalment, atrapa i tanca al grup en els calabossos. Són salvats pel lladre Pau, que obre les seves cel·les. Hilda i Gordon escapen per si mateixos, mentre que la resta del grup atreu l'atenció dels guàrdies.
Un atac s'ha previst al Castell de Fynn i l'exèrcit rebel s'estableix als afores de la ciutat. Firion, Maria, Guy, i Leila dirigeixen l'atac al titular del castell, Gottos, derrotant-ho i dαándole als rebels una important victòria. No obstant això, Minu no ha tornat, per la qual cosa Gordon envia al grup a buscar a Minu a la Torre Mysidia. Després d'obtenir la Vara de Cristall de la Caverna de Mysisdia, el grup es dirigeix a la Torre però són engolits per Leviatan. Nàufrags i sense Leila, el grup s'obre pas des de les entranyes de Leviatan a la boca, on, amb l'ajuda d'Arturo Zèfir l'últim draconarius, són capaços de tornar a prendre el vaixell i derrotar un Ascaride. Ells llavors vencen als caps de la Torre: Gigues de Foc, Gigues de Gel i Gigues Tro, i finalment troben a Minu a la Cambra del Segell, tractant desesperadament de trencar per obrir el camí a Artema. En un últim esforç, Minu té èxit, però a un alt preu: ell també sucumbeix a la mort per ajudar el grup en la seva batalla contra l'Emperador.
El grup pren el Llibre de Artema i, per tant, la màgia i torna a Fynn però alguna cosa va malament. Les ciutats d'Altair, Gatrea, Paloom i Poft han estat destruïts per un Cicló invocat per l'Emperador. Aquest amenaça de destruir el món en trossos si el grup no troba la manera de detenir-lo. No obstant això, la idea de Gordon aplana el camí per a l'eclosió de l'últim ou de Drago, que ve al castell per ajudar el grup a arribar al Cicló.
Finalment, el grup venç a l'Emperador en el cicló. Després de la mort de l'Emperador, Lleó, a qui tots creien mort es revela com el Cavaller Fosc de l'Emperador i la seva mà dreta, decideix coronar-se com el nou emperador. Firion i els seus amics van a Palamecia per detenir-lo, però quan el grup s'enfronta a Lleó, l'Emperador torna de l'infern, més poderós que mai i amb la intenció de regnar sobre la Terra i l'Infern. Arturo reté a l'Emperador, de manera que el grup i Lleó pot escapar del castell al Drago, però l'Emperador mata al draconarius amb facilitat. Després de la mort d'Arturo, l'Emperador Fosc invoca Pandemonium, La fortalesa del Senyor de l'Infern, per iniciar un nou imperi. Després d'obtenir l'Excalibur de Deist, l'espasa atresorada dels Dragos, el grup fa el seu camí a través del Passatge Jade, entrant a Pandemonium des de baix. Dins del castell, el grup lluita amb diversos dels esbirros més poderosos de l'Emperador, incloent la reencarnació del propi general Borghen, arribant finalment al cim de Pandemonium.
Es desencadena una feroç batalla, ja que l'Emperador tracta de destruir l'última esperança dels rebels i el món. Malgrat els seus poderosos conjurs i la seva habilitat per fer baixar meteors, l'Emperador és finalment derrotat i per fi es dissipa en el no res, condemnat a l'infern que va dirigir contra el món durant tant de temps. Firion i els seus amics donen un sospir d'alleujament, i després tornar al castell de Fynn, on Hilda Gordon, Nelly, Leila, Paul i tots els esperen per felicitar-los per la seva victòria. Arran de la batalla, la vida comença de nou per a tots aquests personatges. No obstant això, Lleó es mostra escèptic del seu propi futur. Malgrat les protestes de Maria, Firion ho deixa anar, però li recorda a Lleó que sempre hi ha un lloc per a ell en Fynn .

## Personatges
- Firion (Frionel en japonés)
- María
- Guy
- León

## Sistema de joc
El Sistema de joc es desenvolupa mitjançant una exploració d'un conjunt de mapes i una interacció amb l'entorn seguint el transcurs de la història a través d'una sèrie de diferents esdeveniments. El joc inclou un sistema de batalles per torns en el qual els personatges mitjançant una sèrie d'ordres executen diferents accions amb diferents efectes condicionats per uns atributs i equipaments. Les conseqüències de les batalles és anar enfortint consecutivament en cadascuna d'elles rebent experiència per pujar nivells i rebre Guiles (diners en l'univers Final Fantasy). En aquest lliurament, els personatges no tenen un sistema de treballs en què cada personatge pot executar una ordre exclusiu de la seva classe, sinó que tots poden equipar tots els tipus d'armament i aprendre qualsevol màgia.
En els refregits posteriors, s'ha fet una modificació del sistema de nivells (i de la màgia, integrant el sistema de Punts Màgics) suprimint aquesta característica, passant a la millora condicional de les característiques usades durant la batalla; és a dir, per pujar les característiques de Força, s'ha d'atacar molt durant la batalla, per augmentar la salut o la defensa, es deuen haver rebut danys en el seu transcurs. Per tant, les màgies del joc es van enfortint en usar-les de manera contínua. Aquestes màgies tenen un màxim de 16 nivells.
Les màgies s'aprenen mitjançant llibres d'un sol ús, adquirits en botigues o bé trobats o tirats pels enemics.